# Tata Consultancy Services
Tata Consultancy Services Limited (TCS) è una società indiana specializzata nella produzione di programmi per elaboratori elettronici, oltre che nella fornitura di servizi informatici e di consulenza. La società è il più grande fornitore indiano di servizi informatici.
TCS è parte del gigante economico indiano "Tata Group" che ha interessi in molti campi come l'energia, le telecomunicazioni, i servizi finanziari, la chimica, oltre che la costruzione di autoveicoli ed autocarri.